# John Kemp Starley

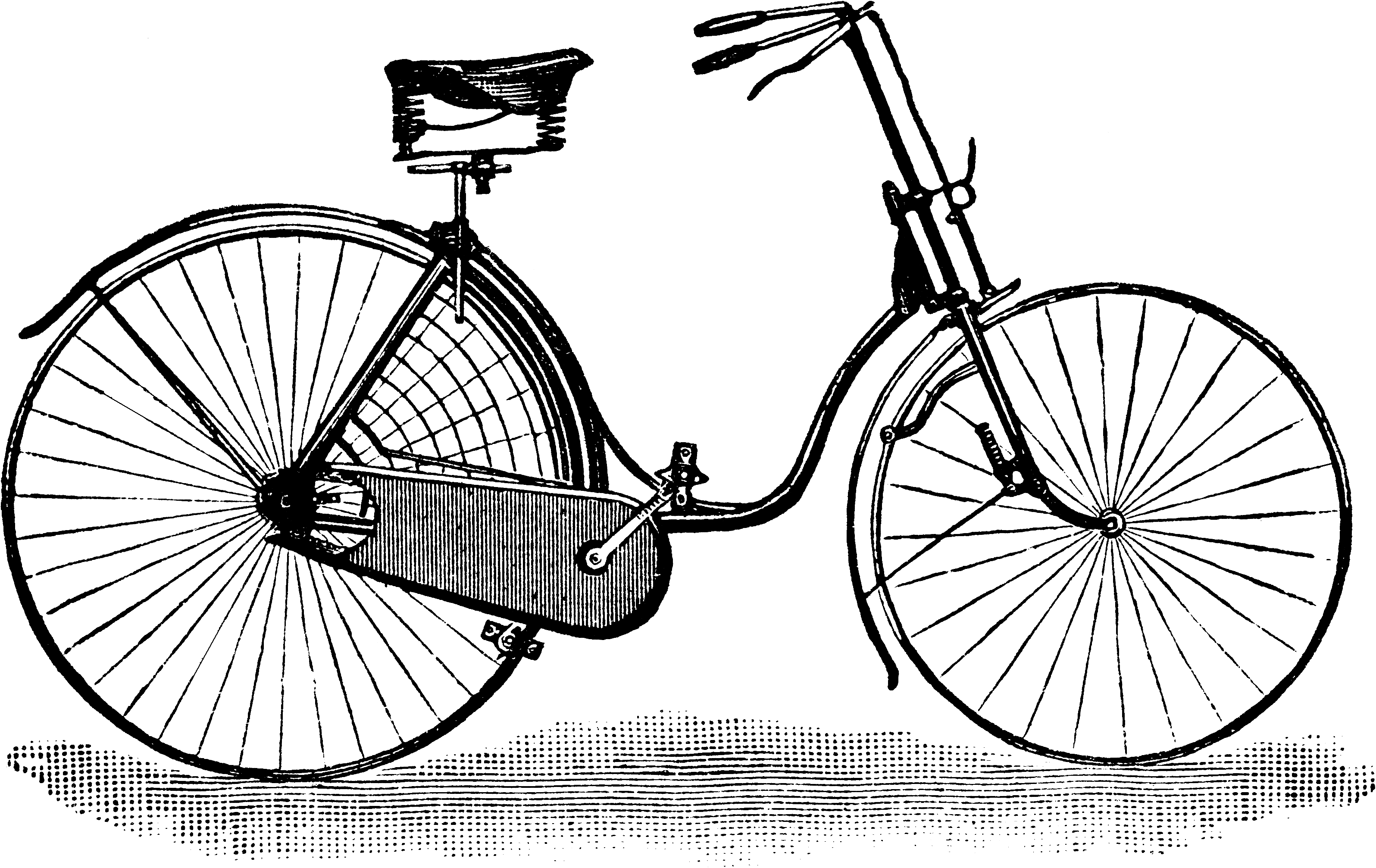
Säkerhetscykel från 1889

John Kemp Starley, född 1854 i Walthamstow, Essex, 29 oktober 1901, var en brittisk industriman och uppfinnare; brorson till James Starley.
John Kemp Starley blev, i likhet med sin farbror James, berömd inom cykelindustrin, särskilt genom uppfinningen av säkerhetscykeln 1885.
Han grundade 1877 Starley & Sutton Co tillsammans med William Sutton, som var en lokal cykenentusiast. De utvecklade cyklar som var säkrare och lättare att använda än de då använda höghjulingarna. De började med produktion av en trehjuling och använde från 1883 varumärket Rover, som senare också blev ett bilmärke. 

## Bildgalleri

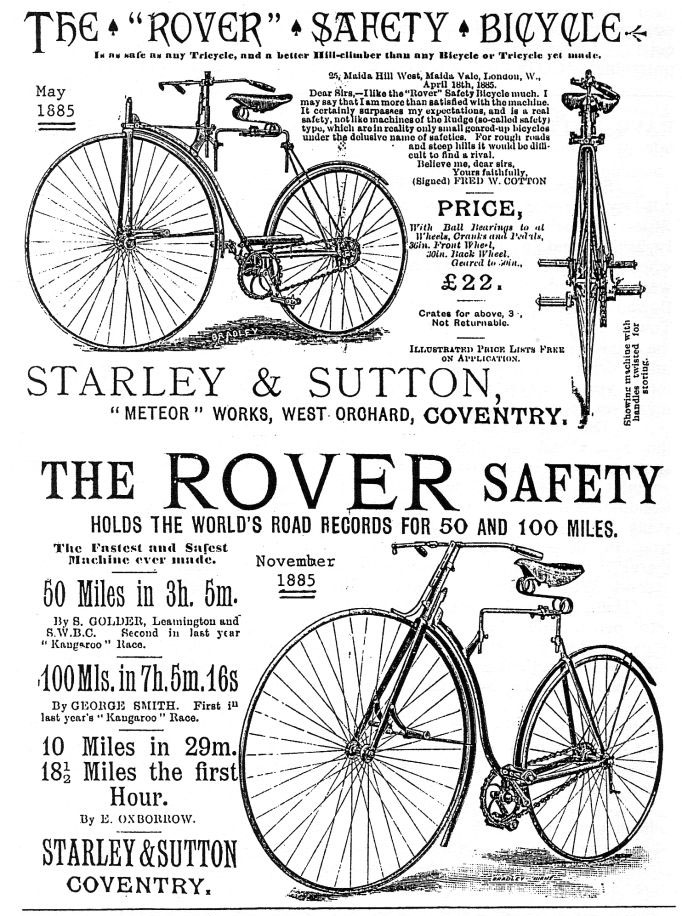
Annons för Rover cyklar